# Cai Guo-Qiang
Cai Guo-Qiang (xinès tradicional: 蔡國強, xinès simplificat: 蔡国强, pinyin: Cài Guóqiáng; ciutat de Quanzhou, província de Fujian, 1957) és un artista xinès contemporani i comissari museístic. Cai és un dels més coneguts i influents artistes contemporanis xinesos, després d'haver representat el seu país a la Biennal de Venècia el 1999 amb el seu projecte de Venice's Rent Collection Courtyard, una performance que artesans recreaven una famosa obra escultòrica de la propaganda realisme socialista.

## Biografia
Va formar-se en disseny a l'Acadèmia de Teatre de Xangai del 1981 al 1985. L'obra de Cai té un fort component acadèmica i política. Inicialment Cai començà a treballar amb la pólvora per a fomentar l'espontaneïtat i enfrontar la supressiva i controlada tradició artística i el clima social a la Xina. Mentre vivia al Japó del 1986 a 1995, Cai explorà les propietats de la pólvora en els seus dibuixos, una investigació que finalment va conduir a la seva experimentació amb explosius a escala massiva i el desenvolupament de la seva signatura "esdeveniments explosius", mostra artística de la coreografia i la incorporació dels focs artificials i altres articles pirotècnics. El 1995, es traslladà a Nova York amb una beca de l'Asian Cultural Council, una organització internacional que promou intercanvis artístics entre els països d'Àsia i els Estats Units.

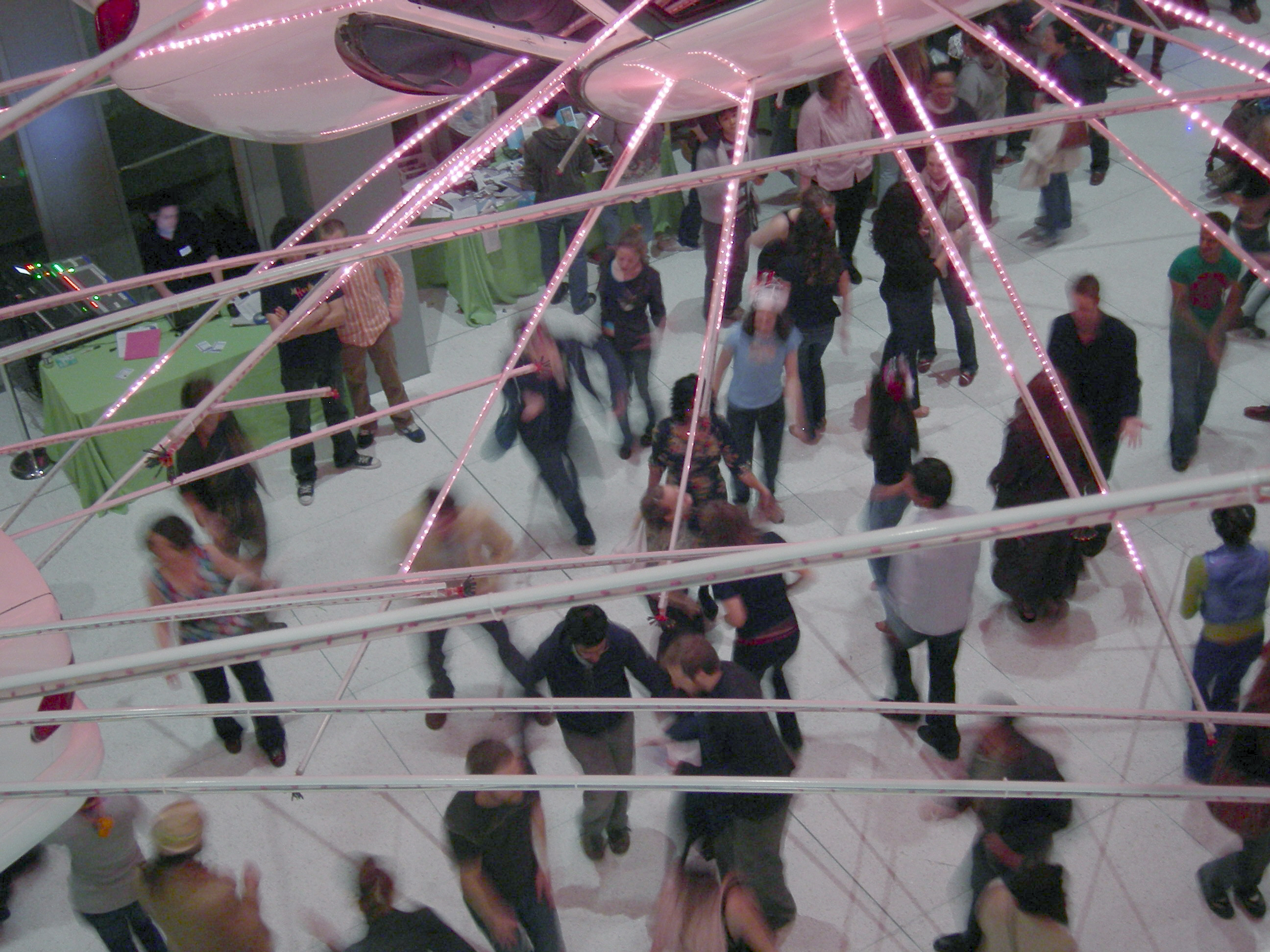
Part de l'obra "'Inopportune: Stage One'" (2004) de Cai Guo-Qiang. Set Chevrolets de color blanc s'"envolen" en un cercle vertical imaginari mentre tubs de neó els travessen. Cai volia representar així la nova realitat del terrorisme utilitzant usant un clar exponent del consumisme del món desenvolupat com ho és aquest vehicle de manufactura estatunidenca.

Cai Guo-Qiang fa dibuixos basats en una àmplia varietat de símbols, les narracions, les tradicions i materials com el feng shui, la medicina xinesa, dracs, muntanyes russes, ordinadors, màquines expenedores, la vida silvestre, el retrat, els ciutadans xinesos d'altres ètnies diferent de la Han i les seves cultures; i els focs artificials de pólvora. Gran part del seu treball basa el seu contingut en conceptes maoistes i socialistes, especialment en els seus dibuixos amb pólvora en què es fa ressò del postulat de Mao Zedong "destruir res, crear res".
Fou seleccionat com a finalista per al 1996 el premi Hugo Boss, el 2001 guanyà el Lleó d'Or Internacional a la 48a Biennal de Venècia i el premi CalArts/Alpert de les Arts. En 2008, tingué una gran retrospectiva al Museu Solomon R. Guggenheim a Nova York, prevista per viatjar a al Museu Nacional d'Art de la Xina a Beijing i el Museu Guggenheim de Bilbao. També va guanyar una àmplia atenció per l'organització de l'espectacle de focs d'artifici amb motiu de l'obertura i clausura dels Jocs Olímpics d'Estiu de 2008 a Pequín.
El seu treball també ha atret controvèrsies. Venice's Rent Collection Courtyard patí condemna a la Xina per part dels autors originals de l'escultura realista socialista que assenyalaven que destruïa els seus "béns espirituals". Alguns crítics han afirmat que, el seu treball referencia la filosofia política, sembla tenir posicions contraposades i se l'ha titllat de ser relativament oportunista. La participació de Cai en els Jocs Olímpics de Pequín disparà una àmplia controvèrsia, igual que altres artistes, com el també xinès Ai Weiwei, co-dissenyador de l'Estadi Olímpic de Pequín, es retiraren com a protesta per les condicions polítiques a la Xina.

## Projectes i exposicions seleccionades
- Project to Extend the Great Wall of China by 10,000 Meters, Jiayuguan City, Xina (1993).
- The Earth Has Its Black Hole Too, Hiroshima, Japó (1994).
- Flying Dragon in the Heavens, Louisiana Museum of Modern Art, Humblebaek, Dinamarca (1997).
- Cultural Melting Bath: Projects for the 20th Century, Queens Museum of Art, Queens, Nova York (1997).
- Cai Guo-Qiang: An Arbitrary History, Musee d'art Contemporain Lyon, França (2001).
- APEC Cityscape Fireworks Show, Asia Pacific Economic Cooperation, Xangai (2001).
- Cai Guo-Qiang, Shanghai Art Museum, Shanghai (2002).
- Transient Rainbow, Museu d'Art Modern de Nova York, (2002);[4]
- Ye Gong Hao Long: Explosion Project for Tate Modern, Tate Modern, Londres (2003).
- Light Cycle: Explosion Project for Central Park, Nova York (2003).
- Organització i comissariat de BMoCA: Bunker Museum of Contemporary Art, Kinmen, Taiwan (2004).
- Cai Guo-Qiang: Traveler, Freer Gallery of Art i a l'Arthur M. Sackler Gallery, i Hirshhorn Museum and Sculpture Garden al Smithsonian Institution, Washington, D.C. (2004).
- Cai Guo-Qiang: Inopportune, Mass MoCA, North Adams (Massachusetts) (2005).
- Tornado: Explosion Project for the Festival of China, Kennedy Center for the Performing Arts (2005);[5] Washington DC (2005).
- Comissariat del primer pavelló de la Xina a la 51a Biennal de Venècia (2005).
- Cai Guo-Qiang on the Roof: Transparent Monument, Metropolitan Museum of Art, Nova York (2006).
- Inopportune: Stage One i Illusion, Seattle Art Museum, Seattle (2007).
- Cai Guo-Qiang: Vull creure, Museu Guggenheim (Nova York), 2008; Museu Guggenheim (Bilbao) (2009).[6]

## Galeria d'imatges

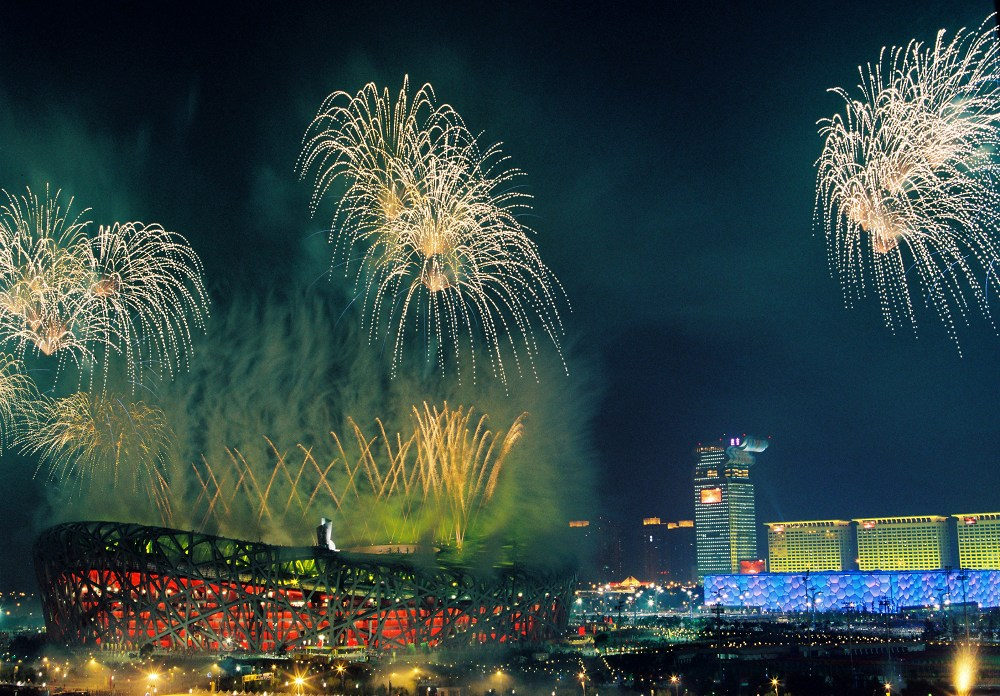
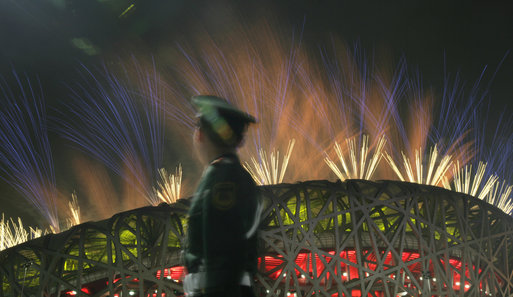
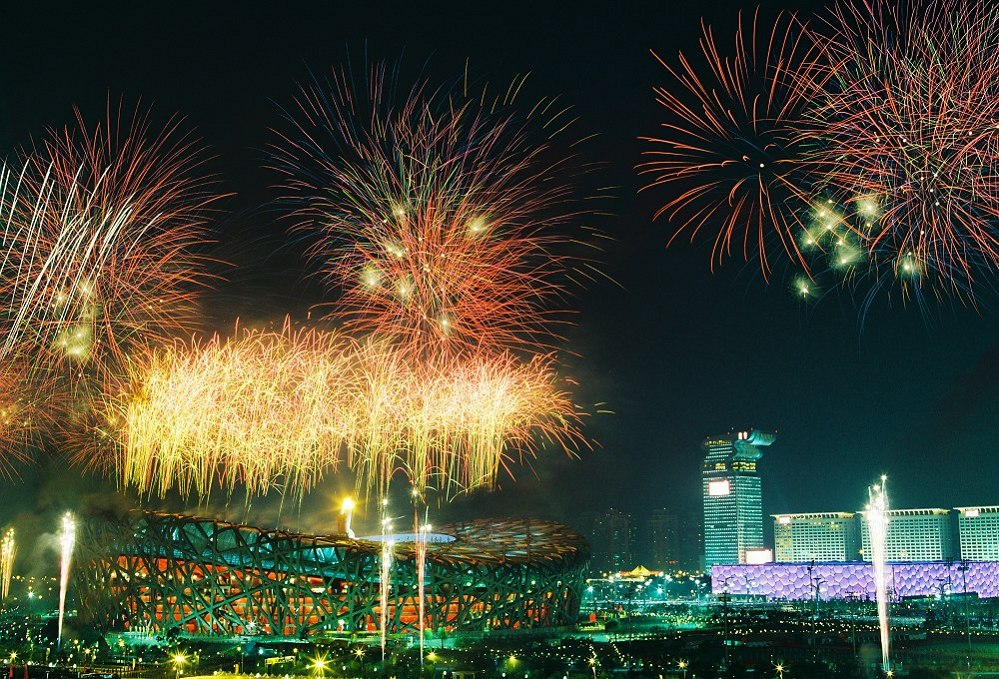
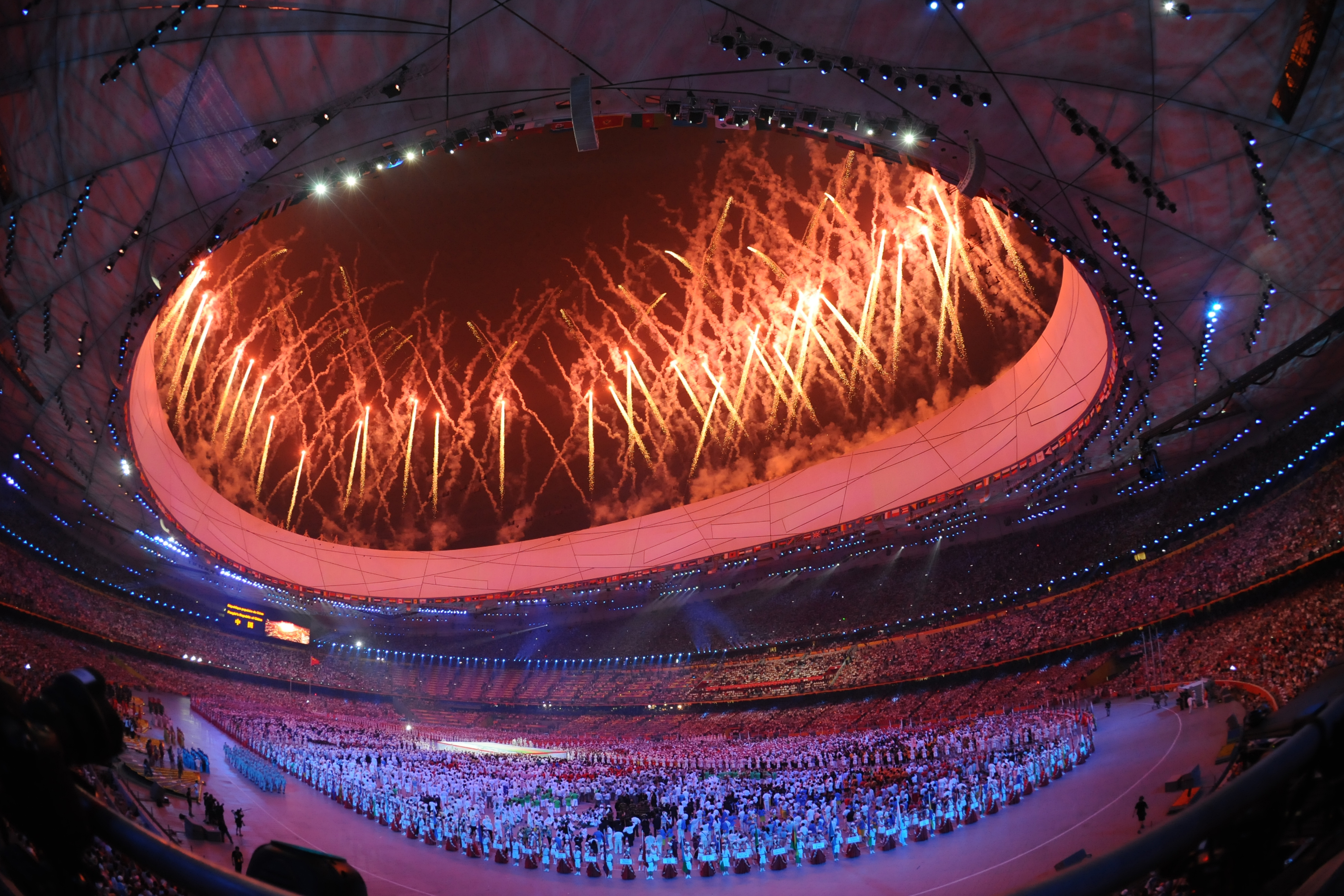
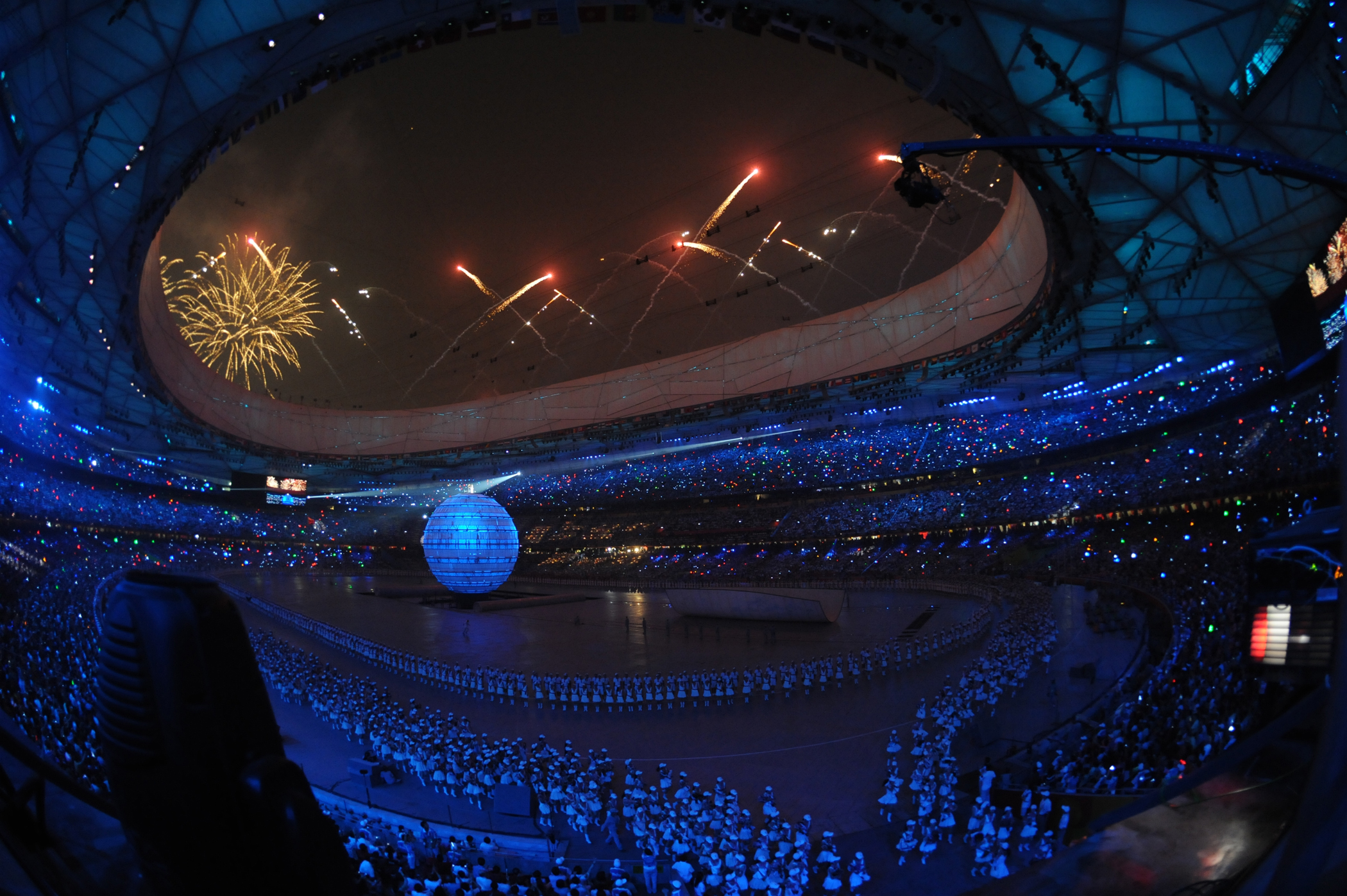
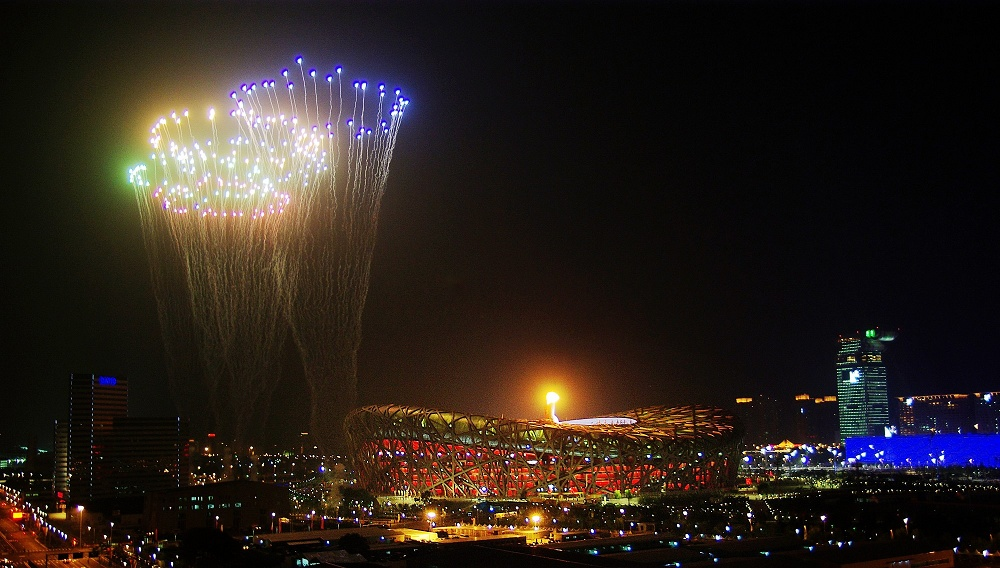
Diverses imatges de la pirotècnia durant la cerimònia d'inauguració dels Jocs Olímpics de Beijing 2008.